# Ott Lepland
Ott Lepland (ur. 17 maja 1987 w Tallinnie) – estoński piosenkarz grający muzykę pop i rockową.
Zwycięzca trzeciej edycji programu Eesti otsib superstaari (2009). Reprezentant Estonii w 57. Konkursie Piosenki Eurowizji (2012).

## Kariera muzyczna
W latach 1995-1996 nagrał cztery kasety zawierające piosenki dla dzieci: Oti jõululaulud, Oti suvelaulud, Ott ja valged jänesed i Ott ja sõbrad, a także występował w teatrze. Jako nastolatek studiował muzykę, doszkalał zdolności wokalne oraz nauczył się grać na fortepianie.

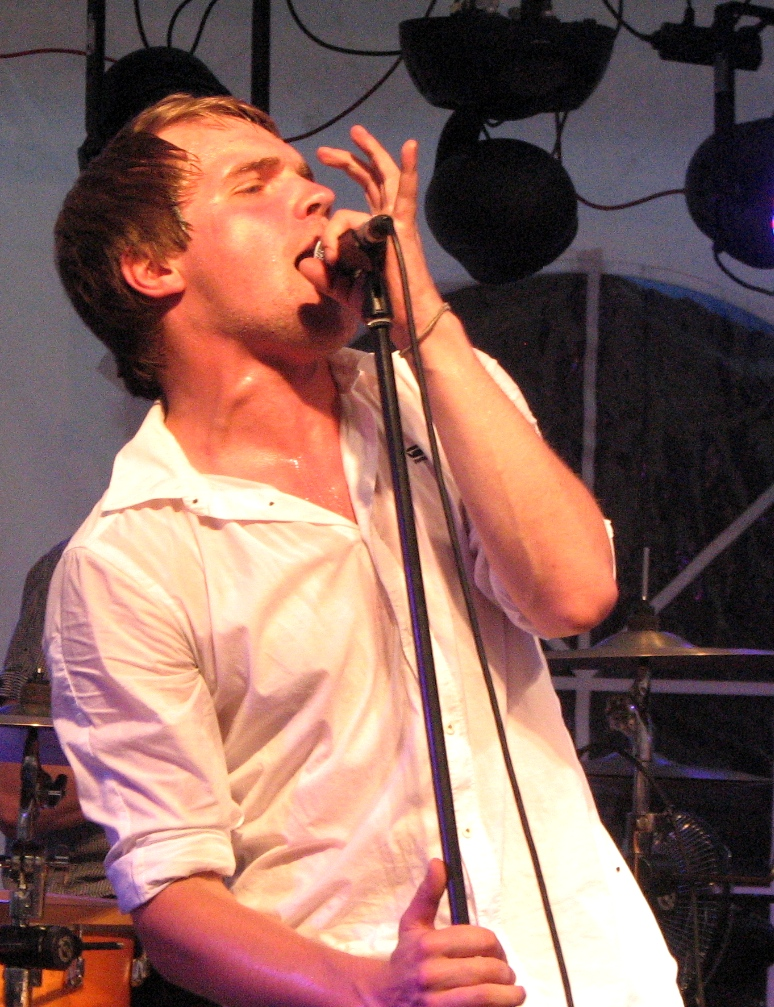
Lepland podczas koncertu, 2010

W 2009, za namową rodziny, przyjaciół i nauczycieli, wystartował w przesłuchaniach do trzeciej edycji programu Eesti otsib superstaari. Zakwalifikował się do udziału w nagraniach odcinków na żywo i ostatecznie dotarł do finału, w którym zwyciężył, zdobywszy największą liczbę głosów telewidzów. W 2010 wydał debiutancki album studyjny, zatytułowany po prostu Ott Lepland, a także zagrał Troya Boltona w estońskiej wersji musicalu High School Musical. Pod koniec roku na rynku ukazała się także biograficzna książka o jego życiu – Lubage mul olla. Ott Lepland. 
W 2011 wziął udział w programie Laulupealinn jako kapitan drużyny z Kärdli. Co tydzień występował na scenie razem z mieszkańcami miasta, w tym m.in. ze swoją babcią, siostrzenicą oraz lokalnym chórem. Ostatecznie zwyciężył w finale programu. W listopadzie wydał kolejny album studyjny pt. Laulan ma sind. W grudniu został ogłoszony jednym z półfinalistów programu Eesti Laul, wyłaniającego reprezentanta Estonii w Konkursie Piosenki Eurowizji, do którego zgłosił się z utworem „Kuula”. 18 lutego 2012 zwyciężył w półfinale, a 3 marca – w finale eliminacji, zdobywszy 67% poparcia telewidzów, dzięki czemu został reprezentantem Estonii w 57. Konkursie Piosenki Eurowizji organizowanym w Baku. W maju rozpoczął próby kamerowe do konkursu w Crystal Hall. 24 maja wystąpił w drugim półfinale konkursu i awansował do finału rozgrywanego 26 maja, w którym zajął szóste miejsce z 120 punktami na koncie. W grudniu wydał kolejny album studyjny pt. Öö mu kannul käib.
W 2015 wydał album studyjny pt. Siinpoolne. 17 listopada 2016 wydał pierwszy album kompilacyjny pt. Maailm mu ees, na którym umieścił swoje największe przeboje. Ott wziął udział w Eesti Laul 2022, gdzie z piosenką „Aovalguses” zajął w finale preselekcji na Eurowizję 2022 7. miejsce.

## Dyskografia
Albumy studyjne
| Rok  | Tytuł                                                                  |
| ---- | ---------------------------------------------------------------------- |
| 1995 | Oti jõululaulud - Data: 1995 - Wydawca: Seafarm Recs                   |
| 1996 | Oti suvelaulud - Data: 1996 - Wydawca: Seafarm Recs                    |
| 1996 | Ott ja Valged jänesed - Data: 1996 - Wydawca: BG Muusik                |
| 1996 | Ott ja sõbrad - Data: 1996 - Wydawca: BG Muusik                        |
| 2010 | Ott Lepland - Data: 13 kwietnia 2010 - Wydawca: Crunch Industry        |
| 2011 | Laulan ma sind - Data: 1 listopada 2011 - Wydawca: Crunch Industry     |
| 2012 | Öö mu kannul käib - Data: 17 grudnia 2012 - Wydawca: Full House Agency |
| 2015 | Siinpoolne - Wydawca: Full House Agency                                |

Single
| Rok  | Tytuł                                            | Album                       |
| ---- | ------------------------------------------------ | --------------------------- |
| 2009 | „Otsides ma pean su jälle leidma”                | Ott Lepland                 |
| 2010 | „Süte peal sulanud jää”                          | Ott Lepland                 |
| 2010 | „Läbi öise Tallinna”                             | Ott Lepland                 |
| 2010 | „Üheskoos on olla hea”                           | Ott Lepland                 |
| 2010 | „Kohtume jälle”                                  | Laulan ma sind              |
| 2010 | „Sinuni” (z Lenną Kuurmaą)                       | Laulan ma sind              |
| 2011 | „Öö”                                             | Laulan ma sind              |
| 2011 | „Tunnen elus end”                                | Laulan ma sind              |
| 2012 | „Kuula”                                          | Laulan ma sind              |
| 2012 | „Imede öö”                                       | Laulan ma sind              |
| 2012 | „Kodu”                                           | Öö mu kannul käib           |
| 2012 | „Maagiline maa”                                  | Öö mu kannul käib           |
| 2013 | „Jõesäng” (z Tanelem Padarem i Jalmarem Vabarną) | Lugsid naistest ja meestest |
| 2013 | „Planeet oma teel”                               | Öö mu kannul käib           |
| 2022 | „Aovalguses”                                     | –                           |

|}